# 柬埔寨人口
柬埔寨人口是東南亞國家柬埔寨的人口數據紀錄。在1950年由370多万增加至407万，在1962年时达到了570万。从60年代至70年中期，柬埔寨人口每年约增加2.2%。1975年赤柬上台时，全国共有人口730万。至1978年赤柬垮台时，估计约有100至200百万人在赤柬大屠殺中死亡。1981年，官方的统计数字显示人口减少至670万，惟實際數字應該更低。最近一次（2008年）官方人口普查所得的数据，全国总人口为13,388,910。目前估计总人口约为一千四百万。由于医疗卫生条件差及经济落后，加上艾滋病等传染病的高感染及病发率，婴儿死亡率与成人死亡率较高，预期寿命也较之从前减少，并于2010年再次录得人口负增长。

## 人口数据
人口沿革
|      | 總人口(千) | 0–14歲 人口 (%) | 15–64歲 人口 (%) | 65歲或以上 人口 (%) |
| ---- | ---------- | --------------- | ---------------- | ------------------- |
| 1950 | 4 346      | 42.2            | 55.1             | 2.7                 |
| 1955 | 4 840      | 42.3            | 55.0             | 2.7                 |
| 1960 | 5 433      | 42.5            | 54.8             | 2.7                 |
| 1965 | 6 141      | 42.8            | 54.4             | 2.7                 |
| 1970 | 6 938      | 43.2            | 54.0             | 2.8                 |
| 1975 | 7 308      | 42.3            | 54.9             | 2.8                 |
| 1980 | 6 306      | 39.0            | 58.1             | 2.9                 |
| 1985 | 7 920      | 42.1            | 55.0             | 2.9                 |
| 1990 | 9 532      | 43.8            | 53.4             | 2.8                 |
| 1995 | 11 169     | 47.5            | 49.7             | 2.8                 |
| 2000 | 12 447     | 41.6            | 55.4             | 3.0                 |
| 2005 | 13 358     | 36.4            | 60.3             | 3.3                 |
| 2010 | 14 138     | 31.9            | 64.3             | 3.8                 |

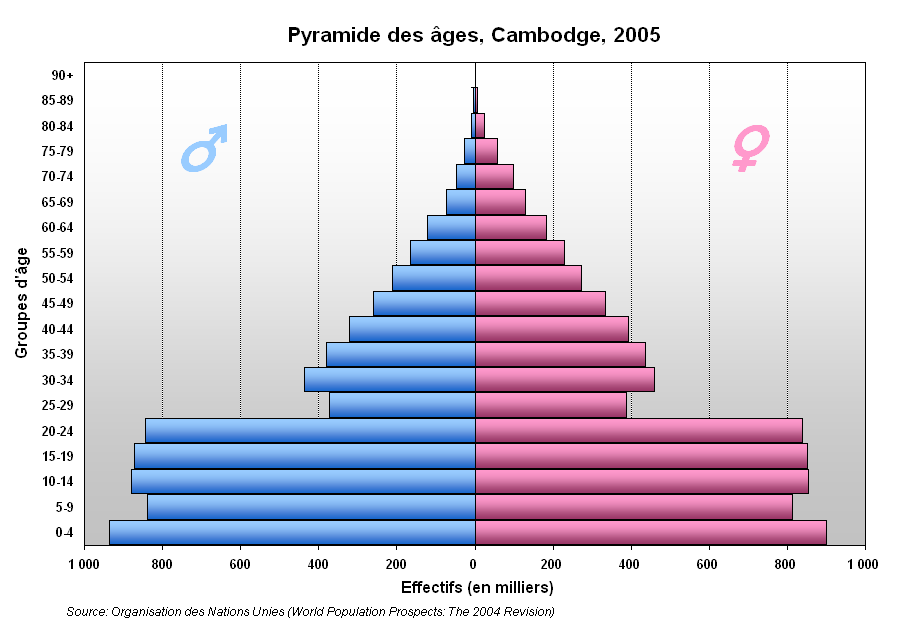
2005人口金字塔

总人口：14,701,717（2011年7月统计）
年龄结构
- 0-14岁： 32.2%
- 15-64 岁： 64.1%
- 65 岁及以上： 3.8%

年龄中位数
- 男性： 22.2岁
- 女性： 23.7岁
- 总人口： 22.9岁

增长率： 1.698%
出生率：25.4/1,000人
死亡率： 8.07 /1,000人
净迁移率： -0.34/1,000人
性别比例
- 出生： 1.045 男性／女性
- 15 岁以下： 1.02 男性／女性
- 15-64 岁： 0.95 男性／女性
- 65 岁及以上： 0.6 男性／女性
- 总人口： 0.96 男性／女性

婴儿死亡率
- 男婴： 62.54/1,000
- 女婴： 48.13/1,000
- 总死亡率： 55.49/1,000

预期寿命：
- 男性： 60.31 岁
- 女性： 65.13 岁
- 总人口： 62.67 岁

生育率： 2.84个子女／妇女
产妇死亡率： 290／每10万次分娩
每千人口医生数与病床数：
- 0.227医生/1,000人
- 0.1床数/1,000人

HIV/AIDS成人感染率:0.5%
HIV/AIDS病人：63,000
HIV/AIDS死亡病例：3,100
种族构成：
- 高棉人 90%， 越南人 5%，华人 1%， 其他4%

语言：
- 高棉语 （官方语言）95%， 法语、英语

成人识字率：
- 男性：84.7%
- 女性：64.1%
- 总人口：73.6%

## 资料来源
1. ↑  柬埔寨国家统计协会 的存檔，存档日期2011-11-29.
2. ↑  美国国际开发署 的存檔，存档日期2009-09-10.
3. ↑  Annuaire Statistiques de l'Indochine, 1923–29, 1931-32. Imprimerie d'Extrême-Orient, Hanoi, 1931.
4. ↑  .   [2019-07-07]. （原始内容存档于2011-05-06）.
5. ↑  .   [2011-12-13]. （原始内容存档于2010-12-29）.